# Casa del 45 del Carrer de Sant Joan
La Casa del 45 del Carrer de Sant Joan és un edifici medieval de la vila de Vilafranca de Conflent, de la comarca d'aquest nom, a la Catalunya del Nord.
Com el seu nom indica, és en el número 45 del carrer de Sant Joan, en el sector central - oriental de la vila. Li corresponen la parcel·la cadastral 49.

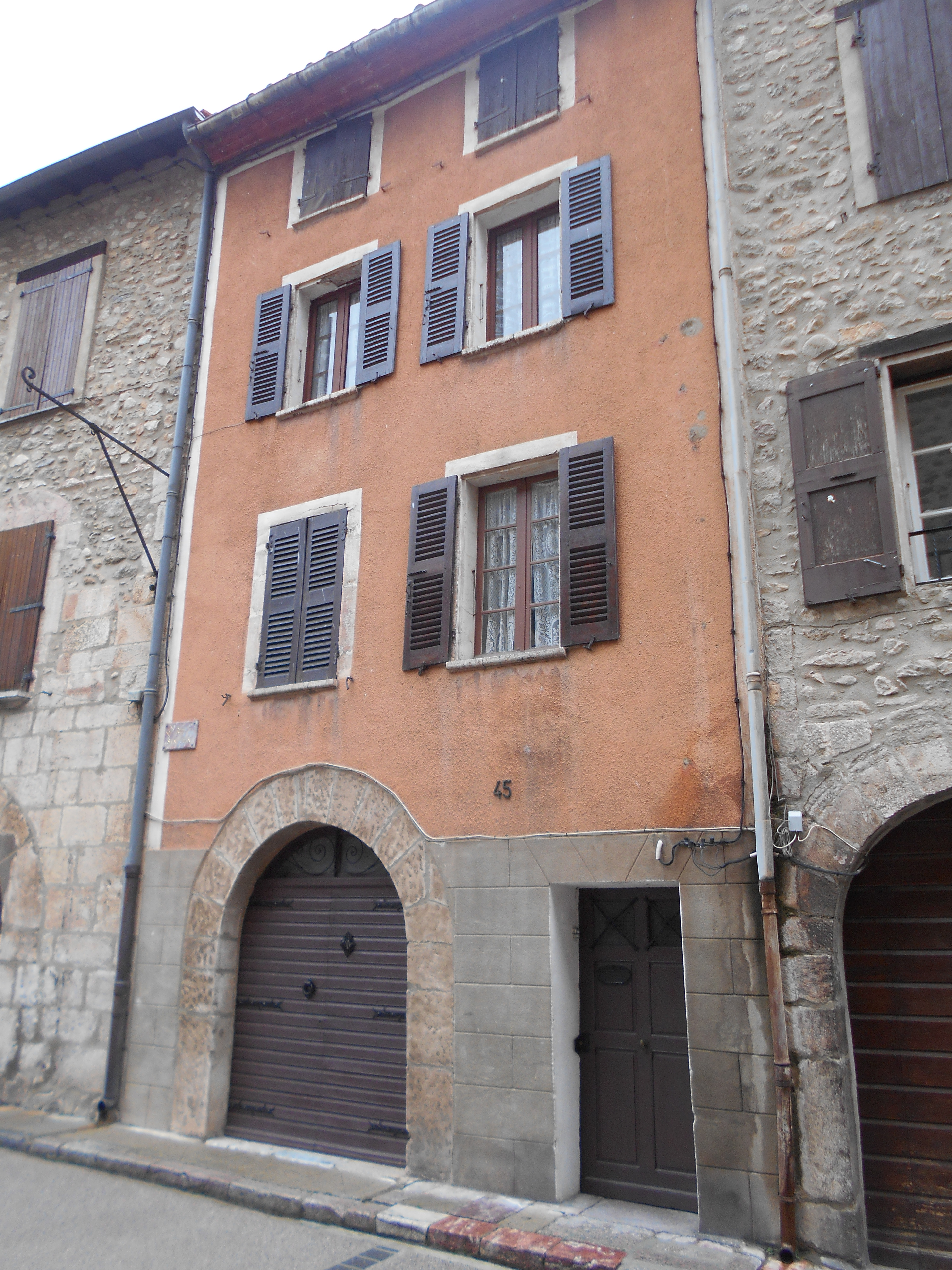
La casa, des de llevant

És un edifici de començaments del segle xiii, molt transformat en el decurs del temps. Conserva una arcada de punt rodó i l'arrencada d'una segona arcada al costat de llevant, que fou substituïda modernament per una porta rectangular més petita. Té planta baixa i tres pisos, i en la resta de l'edifici l'arrebossat exterior no en permet veure res més.